# Roman Rostykus
Roman Bohdanowytsch Rostykus (ukrainisch Роман Богданович Ростикус; englisch Roman Rostikus; * 18. August 1991) ist ein ukrainischer Leichtathlet, der im Mittelstrecken- und im Hindernislauf an den Start geht. 

## Sportliche Laufbahn
Erste internationale Erfahrungen sammelte Roman Rostykus bei den Crosslauf-Europameisterschaften 2021, bei denen er in 18:49 min den neunten Platz mit der ukrainischen Mixed-Staffel belegte. 2023 wurde er bei der 2. Liga der Team-Europameisterschaft im Rahmen der Europaspiele in Chorzów in 8:59,73 min Achter über 3000 m Hindernis und im Jahr darauf wurde er bei den Crosslauf-Europameisterschaften in Antalya nach 23:52 min 56. im Einzelrennen.
In den Jahren von 2020 bis 2023 wurde Rostykus ukrainischer Meister über 3000 m Hindernis im Freien sowie 2017 in der Halle. Zudem wurde er 2024 Landesmeister über 5000 Meter im Freien sowie 2016 Hallenmeister im 1500-Meter-Lauf und 2023 über 3000 Meter.

## Persönliche Bestzeiten
- 1500 Meter: 3:45,61 min, 30. Juli 2015 in Kirowohrad
  - 1500 Meter (Halle): 3:49,33 min, 27. Januar 2016 in Saporischschja
- 3000 Meter: 8:11,98 min, 13. Juli 2024 in Lwiw
  - 3000 Meter (Halle): 8:16,28 min, 28. Januar 2016 in Saporischschja
- 5000 Meter: 14:08,47 min, 1. August 2015 in Kirowohrad
- 3000 m Hindernis: 8:46,33 min, 24. September 2022 in Lwiw
  - 3000 m Hindernis (Halle): 8:49,45 min, 19. Februar 2017 in Sumy